# Siikasenjärvi och Pankajärvi
Siikasenjärvi och Pankajärvi är en sjö i Finland. Den ligger i kommunen Mäntyharju i landskapet Södra Savolax, i den södra delen av landet, 160 km nordost om huvudstaden Helsingfors. Siikasenjärvi och Pankajärvi ligger 81,2 meter över havet. Arean är 4,97 kvadratkilometer och strandlinjen är 34,61 kilometer lång. Sjön  ingår i Kymmene älvs huvudavrinningsområde.   I omgivningarna runt Siikasenjärvi och Pankajärvi växer i huvudsak blandskog.
I övrigt finns följande i Siikasenjärvi och Pankajärvi:
- Selkäsaari (en ö)